# Millettia stipulata
Millettia stipulata är en ärtväxtart som beskrevs av Stephen Troyte Dunn. Millettia stipulata ingår i släktet Millettia och familjen ärtväxter. Inga underarter finns listade i Catalogue of Life.